# Centre des nouvelles industries et technologies
Centre des nouvelles industries et technologies (CNIT) je první budova postavená v La Défense na západě Paříže. Jeho charakteristický tvar je dán trojúhelníkovým pozemkem, který zaujímá a nahrazuje staré továrny Zodiac na území Puteaux. CNIT, postavený v roce 1958, prošel dvěma restrukturalizacemi, dokončenými v letech 1988 a 2009. Je řízen společností Viparis.